# Tom Emmer
Pour les articles homonymes, voir Emmer.
Thomas Earl Emmer II dit Tom Emmer, né le 3 mars 1961 à South Bend (Indiana), est un homme politique américain, élu républicain du Minnesota à la Chambre des représentants des États-Unis depuis 2015.

## Biographie

### Carrière politique locale
Après des études à l'université de l'Alaska à Fairbanks et au William Mitchell College of Law (en), Tom Emmer devient avocat et animateur radio. Il siège au conseil municipal d'Independance de 1995 à 2002, puis au sein de celui de Delano.
En 2004, il est élu à la Chambre des représentants du Minnesota. Il dirige la minorité républicaine de 2007 à 2008 et acquiert une réputation de trublion.
En 2010, Tom Emmer candidate à la succession du gouverneur républicain Tim Pawlenty, qui ne se représente pas. Il remporte la nomination républicaine au second tour de la convention, après avoir reçu le soutien de Sarah Palin. Il affronte l'ancien sénateur Mark Dayton, qui l'accuse d'être trop conservateur pour le Minnesota. Alors que les deux chambres de la législature du Minnesota basculent en faveur des républicains, Dayton est donné vainqueur de l'élection avec quelques milliers de voix d'avance (sur plus de deux millions). Après un recompte des voix donnant 8 700 bulletins d'avance à Dayton, Emmer concède sa défaite le 8 décembre 2010.

### Représentant des États-Unis
Lors des élections de 2014, il se présente à la Chambre des représentants des États-Unis dans le 6e district du Minnesota. Dans cette circonscription conservatrice, il entend succéder à Michele Bachmann. Il remporte facilement la primaire républicaine, en rassemblant environ trois quarts des suffrages. Il est élu représentant avec 56 % des voix devant le maire démocrate de Sartell Joe Perske (38 %) et l'indépendant John Denney.
Durant son premier mandat, Emmer adopte des positions relativement modérées, lui valant des critiques du Tea Party. Candidat à un nouveau mandat en 2016, il affronte deux opposants républicains, qui l'attaquent pour ses positions sur l'immigration et le libre-échange. S'il remporte facilement la primaire avec 69 % des suffrages, c'est le plus faible score d'un républicain sortant depuis les années 1960 dans le Minnesota. Il est réélu en novembre 2016 avec près de deux tiers des voix. Lors des élections de 2018, il reçoit environ 75 % des suffrages lors de la primaire et bat le démocrate Ian Todd avec 61 % des voix lors de l'élection générale.
Après la perte de la Chambre des représentants par les républicains en novembre 2018, il prend la tête du National Republican Congressional Committee, dont le but est de faire élire des candidats républicains à la Chambre.
Le 24 octobre 2023, il est désigné par les républicains comme candidat au poste de président de la Chambre des représentants, afin de trouver un successeur à Kevin McCarthy, mais il renonce très vite faute de soutien suffisant pour obtenir la majorité des voix nécessaires à son élection, notamment après que Donald Trump ait émis publiquement des réserves sur sa candidature,. 
En janvier 2024, il apporte son soutien à Donald Trump en vue des primaires républicaines pour l'élection présidentielle de 2024. Candidat à sa réélection la même année, il remporte un sixième mandat en battant la démocrate Jeanne Hendricks. Il sollicite ensuite auprès de ses collègues républicains sa réélection comme whip de la majorité, qu'il obtient à l'unanimité du groupe républicain.